# Pipo Gomes
Pour les articles homonymes, voir Gomes.
Pipo Gomes (Philippe Gomes), né en 1972 à Ambilly (Haute-Savoie), est un environnementaliste, designer sonore français.
Il est spécialisé dans l'univers sonore pour le théâtre, la danse et l’événementiel.
Il a ainsi travaillé sur la musique du Roi Lear en 2007 pour Arte ou sur la musique et les bruitages de La Petite Catherine de Heilbronn pour le théâtre de l'Odéon présenté au festival d'Avignon en 2010.

## Spectacles et événements
- Environnement sonore pour l'exposition de Laure Quoniam, architecte paysagiste, aux Jardin des Tuileries, juin 2016
- Archipel Marie N'Diaye, montage de textes, mise en scène de Georges Lavaudant, Théâtre des Bouffes-du-Nord 2016[4]
- La Double Mort De L'Horloger, d'Ödön von Horváth, mise en scène d'André Engel, Théâtre national de Chaillot 2013 [5].
- Fête du thème, Hermès International, Jardin des plantes de Paris, 2012 [6].
- La Chèvre, ou Qui est Sylvia ?, d’Edward Albee, mise en scène Frédéric Bélier-Garcia 2005, théâtre de la Madeleine (The Goat, or Who is Sylvia? (en), 2000)
- Le Géant de Kaillass, de Peter Turrini, mise en scène de Charlie Brozzoni, pour la Compagnie Brozzoni, 2005
- L’Épreuve, de Marivaux, mise en scène de Gilles Kneusé, pour le CDN de Savoie, 2001
- L'Île des esclaves, de Marivaux, mise en scène d'Anne Alvaro, pour le CDN de Savoie, 2000
- Heïdi est partout, de René-Nicolas Ehni, mise en scène de Charlie Brozzoni, pour la Compagnie Brozzoni, 2002
- La Cabane dans la forêt, d'après Charles Perrault, mise en scène de Charlie Brozzoni, pour la Compagnie Brozzoni, 2004
- 1944, ils avaient 20 ans…, commémoration du 60e anniversaire des Glières et de la libération de la Haute-Savoie, mise en scène de Charlie Brozzoni, pour la Compagnie Brozzoni, 2004
- La Mort du roi Tsongor, de Laurent Gaudé, mise en scène de Charlie Brozzoni, pour la Compagnie Brozzoni, 2009
- La Ronde, d'Arthur Schnitzler, mise en scène de Frédéric Bélier-Garcia, pour le théâtre de la Criée, Marseille, 2004
- Le Jugement dernier, d'Ödön von Horváth, mise en scène d'André Engel, pour le CDN de Savoie, 2003
- Le Roi Lear, de William Shakespeare, mise en scène d'André Engel, pour le Vengeur masqué, Odéon, 2006
- La Petite Catherine de Heilbronn, de Heinrich von Kleist, mise en scène d'André Engel, pour le Vengeur masqué, Odéon, 2008 [7].
- Minetti, de Thomas Bernhard, mise en scène de André Engel, pour le Vengeur masqué, Vidy-Lausanne, 2008
- La Dernière Lettre, de Vassili Grossman, mise en scène de Nathalie Colladon, pour les Têtes d'ampoules, Cartoucherie de Vincennes, 2009
- Coco perdu, de Louis Guilloux, mise en scène de Gilles Kneusé et Thierry Lavat, pour Delthina, Sedan, 2011